# 楯兼次郎
楯 兼次郎（たて かねじろう、1913年5月23日 - 1989年9月11日）は、日本の政治家、労働運動家。元衆議院議員（12期）。

## 来歴・人物
岐阜県中津川市出身。名古屋鉄道教習所卒業。国鉄労働組合名古屋地方本部執行委員長、全日本交通運輸労組中部地方協議会議長などを歴任し、1952年10月の衆議院議員選挙に左派社会党から出馬し初当選。社会主義協会系の三月会に所属（当選12回）。
1955年10月に左右に分裂していた日本社会党が統一され、1970年成田知巳委員長の下で党国会対策委員長に就任。1975年国対委員長を退任（後任は平林剛）。1983年の総選挙には出馬せず、引退。地盤を山下八洲夫に譲った。1984年、勲一等旭日大綬章受章。
1989年9月11日死去。76歳没。